# Uniform Color Scale

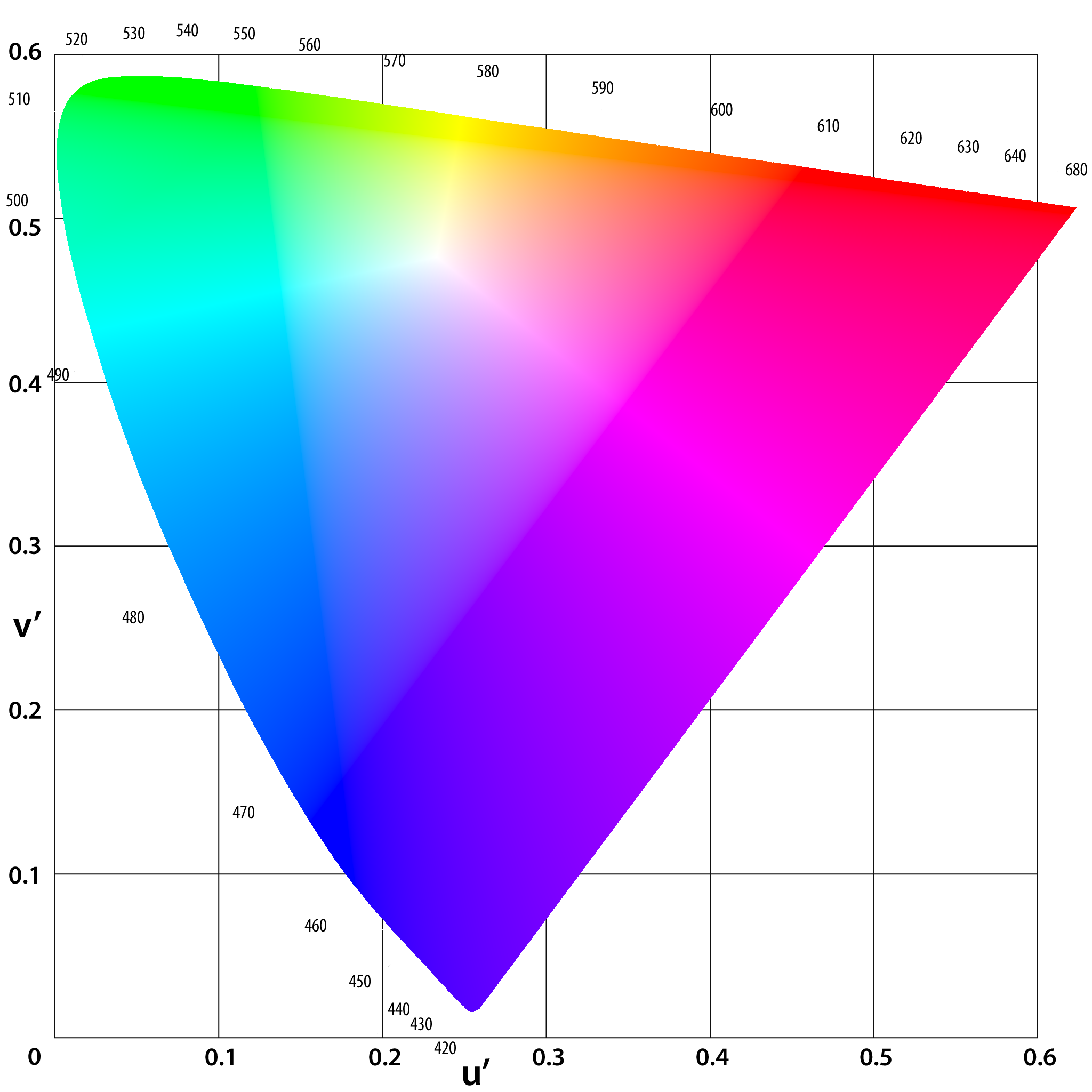
Farbdiagramm nach CIE 1976 UCS

Der CIE-UCS-Farbraum ergibt sich durch eine Umrechnung aus dem CIE-xy-Farbraum (Farbtafel im CIE-Normvalenzsystem). Die entsprechende uv-Farbtafel des UCS-Systems ist so gestaltet, dass die Farbabstände im Farbraum den empfundenen Farbabständen besser entsprechen. D. h. die CIE-Normfarbtafel ist zwar korrekt zur mathematischen Beschreibung von Farben, jedoch nicht abgestimmt auf die farbliche Wahrnehmung des menschlichen Auges.
Die uv-Farbtafel wurde 1960 in Anlehnung an MacAdam von der CIE übernommen.
Die u'v'-Farbtafel von 1976 stellt eine weitere Verbesserung dar und wird auch im CIELUV-Farbraumsystem verwendet. 

## Beschreibung

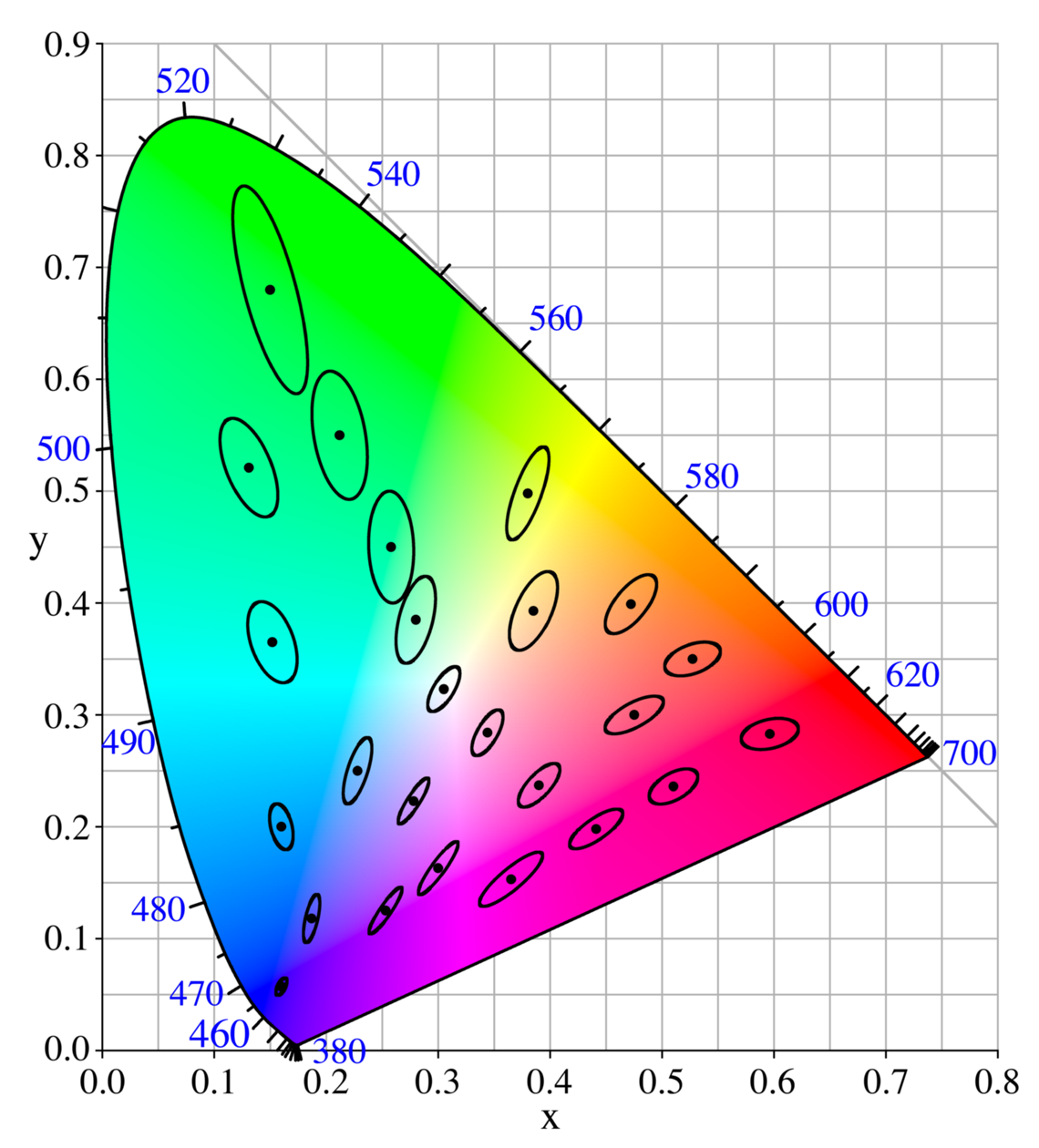
MacAdam Ellipsen

MacAdam konnte 1940 in einem Experiment zeigen, dass die Farbabstandsschwelle (der kleinste wahrnehmbare Farbabstand) in der Normfarbtafel von 1931 die Form von Ellipsen aufweist. Das sind die so genannten MacAdam-Ellipsen, die in der Abbildung rechts um den Faktor 10 vergrößert dargestellt sind.
Die Ellipsen zeigen, wie stark sich zwei Farbreize jeweils unterscheiden müssen, damit der Farbabstand für das Auge sichtbar wird. Mit anderen Worten, die Farben innerhalb einer Ellipse werden als gleichfarbig wahrgenommen. Die grünen Farben nehmen in diesem Farbraum einen sehr weiten Raum ein, der Rot- und der Blaubereich sind kleiner.
Durch eine mathematische Transformation der Normfarbtafel entsteht nun die UCS-Farbtafel. Die Ellipsen werden durch diese Umrechnung zu Kreisen. Dadurch wird annähernd eine Delta-E-Gleichabständigkeit erreicht. x und y werden zu u und v:
{\displaystyle u={\frac {4x}{-2x+12y+3}}}
{\displaystyle v={\frac {6y}{-2x+12y+3}}}

### Das u'v'-System
Um die Gleichabständigkeit zu verbessern, wurde 1976 die uv-Farbtafel in das u'v'-System gewandelt (CIELUV-Farbraumsystem). Hierbei wird v um 50 % vergrößert:
{\displaystyle u'={\frac {4x}{-2x+12y+3}}=u}
{\displaystyle v'={\frac {9y}{-2x+12y+3}}=1{,}5v}

## Anwendung
Die CIE-UCS-Farbtafel sollte bei empfindungsgemäßer Darstellung von Farben verwendet werden. Zu beachten ist jedoch, dass auch diese Farbtafel nur annähernd gleichabständig ist.
Der Farbabstand wird als Euklidischer Abstand ermittelt:
{\displaystyle \Delta c={\sqrt {(\Delta u^{})^{2}+(\Delta v^{})^{2}}}}
mit
- {\displaystyle \Delta u=u_{2}-u_{1}}
- {\displaystyle \Delta v=v_{2}-v_{1}}.

Er gibt an, wie stark sich zwei Farben empfindungsgemäß voneinander unterscheiden.